# Дюфур-Лапуант, Жюстин
Жюстин Дюфур-Лапуант (фр. Justine Dufour-Lapointe; 25 марта 1994 года, Монреаль, Квебек, Канада) — канадская фристайлистка, специализирующаяся в могуле. Чемпионка зимних Олимпийских игр 2014 года, серебряный призёр зимних Олимпийских игр 2018 года и чемпионка мира.

## Биография
Сестры Хлоэ и Максим — тоже могулистки, вместе выступили на Олимпиаде 2014 года в Сочи в могуле.

## Спортивная карьера
Дебютировала в Кубке мира 11 декабря 2010 года и заняла пятое место в могуле в финской Руке. 15 декабря 2010 года в своём втором старте в Кубке мира 16-летняя Дюфур-Лапуант заняла второе место в параллельном могуле в Мерибеле. В своём третьем старте в Кубке мира 15 января 2011 года впервые победила в параллельном могуле. Пять сезонов подряд (2011/12 — 2015/16) занимала второе место в зачёте могула в Кубке мира.
Перед Олимпийскими играх 2014 года в Сочи 19-летняя Дюфур-Лапуант выиграла два этапа Кубка мира в могуле в Калгари и Лейк-Плэсиде и была одним из главных фаворитов. На Играх в Сочи 8 февраля выиграла золото в могуле опередив в финале свою сестру Хлоэ и олимпийскую чемпионку 2010 года американку Ханну Кирни.
На Олимпийских играх 2018 года завоевала серебряную медаль в могуле, уступив француженке Перрин Лаффон 0,09 балла.

## Результаты на крупнейших соревнованиях

### Зимние Олимпийские игры
| Олимпийские игры | Могул |
| ---------------- | ----- |
| 2014 Coчи        | 1     |
| 2018 Пхёнчхан    | 2     |
| 2022 Пекин       | 20    |

### Победы на этапах Кубка мира (15)
| №  | Сезон   | Дата        | Место проведения | Дисциплина             |
| -- | ------- | ----------- | ---------------- | ---------------------- |
| 1  | 2010/11 | 15 янв 2011 | Мон-Габриэль     | Параллельный могул     |
| 2  | 2011/12 | 18 мар 2012 | Межев            | Параллельный могул (2) |
| 3  | 2012/13 | 26 янв 2013 | Калгари          | Могул                  |
| 4  | 2013/14 | 4 янв 2014  | Калгари          | Могул (2)              |
| 5  | 2013/14 | 15 янв 2014 | Лейк-Плэсид      | Могул (3)              |
| 6  | 2013/14 | 1 мар 2014  | Инавасиро        | Могул (4)              |
| 7  | 2013/14 | 15 мар 2014 | Восс             | Могул (5)              |
| 8  | 2014/15 | 10 янв 2015 | Дир-Вэлли        | Параллельный могул (3) |
| 9  | 2014/15 | 29 янв 2015 | Лейк-Плэсид      | Могул (6)              |
| 10 | 2015/16 | 23 янв 2016 | Валь Сен-Ком     | Могул (7)              |
| 11 | 2015/16 | 4 фев 2016  | Дир-Вэлли        | Могул (8)              |
| 12 | 2015/16 | 6 фев 2016  | Дир-Вэлли        | Параллельный могул (4) |
| 13 | 2016/17 | 21 янв 2017 | Валь Сен-Ком     | Могул (9)              |
| 14 | 2017/18 | 20 янв 2018 | Мон-Трамблан     | Могул (10)             |
| 15 | 2019/20 | 8 фев 2020  | Дир-Вэлли        | Параллельный могул (5) |